# Robert McNaughton
Robert Forbes McNaughton, Jr. (1924 – Troy (Nova Iorque), 2014) foi um matemático, lógico e cientista da computação estadunidense, com diversas contribuições em linguagens formais, gramática formal e sistema de redução.
McNaughton obteve um bacharelado na Universidade Columbia. Obteve um Ph.D. na Universidade Harvard, com a tese On Establishing the Consistency of Systems, orientado por Willard van Orman Quine.
Lecionou na Universidade da Pensilvânia e depois no Instituto Politécnico Rensselaer.